# Tisinec
Tisinec – wieś (obec) na Słowacji położona w kraju preszowskim, w powiecie Stropkov. Pierwsze wzmianki o miejscowości pochodzą z 1379 roku. Powstał w nim pierwszy żydowski cmentarz na Słowacji.
Według danych z dnia 31 grudnia 2012 roku, wieś zamieszkiwało 381 osób, w tym 183 kobiety i 198 mężczyzn.
W 2001 roku rozkład populacji względem narodowości i przynależności etnicznej wyglądał następująco:
- Słowacy – 98,67%
- Czesi – 0,53%
- Rusini – 0,53%
- Ukraińcy – 0,27%

Ze względu na wyznawaną religię struktura mieszkańców kształtowała się w 2001 roku następująco:
- Katolicy rzymscy – 86,93%
- Grekokatolicy – 10,93%
- Ewangelicy – 0,27%
- Prawosławni – 1,6%
- Ateiści – 0,27%